# Charles Eyck
Pour les articles homonymes, voir Eyck.
Charles Eyck né le 24 mars 1897 à Meerssen et mort le 2 août 1983 à Schimmert est un peintre et sculpteur néerlandais.
Avec Henri Jonas et Joep Nicolas, il a été un pionnier de l’École de Limbourg.

## Biographie
Charles Eyck a étudié l'art monumental, comme la peinture murale, le vitrail, la grisaille sur verre opalin, à l'Académie d'État à Amsterdam. Auparavant, il avait commencé comme peintre à la faïencerie Céramique de Maastricht.
Il obtient le prix royal de peinture en 1920 et le prix de Rome néerlandais en peinture en 1922. Il expose sa toile Femme suédoise au Salon d'automne de 1928. 
Après un court séjour en Suède, au Curaçao, dans le sud de France, Amsterdam, Clamart et Utrecht, il s’installe à Schimmert.
Il a été critiqué parce qu'il persistait dans le genre religieux. En partie à cause de ces critiques et sa surdité croissante, il vivait de plus en plus dans l'isolement dans la maison qu'il dessina lui-même Ravensbos à Schimmert.
Charles Eyck meurt le 2 août 1983 à Schimmert. 